# Скурник, Лео
Ле́о Ску́рник (фин. Leo Skurnik; 28 марта 1907, Гельсингфорс, Великое княжество Финляндское — 4 декабря 1976, Оулу, Финляндия) — врач и один из участников Советско-финской войны (1941—1944), награжденный за свой подвиг Железным Крестом нацистской Германии, но отказавшийся от нацистской награды как представитель общины финских евреев.

## Биография
Родителями Скурника были бизнесмен Бенцион Скурник и Сара Скурник. До 1939 года состоял в браке с Лемпи Ирен Лаукка, а с 1949 года — с Хелми Анникки Кайсто. Скурник поступил на медицинский факультет университета в Хельсинки в 1926 году и получил врачебный диплом в 1937 году. В 1939—1947 году Скурник работал врачом в муниципалитете города Ий. В 1947—1950 годах работал врачом на заводе Rauma-Raahe Oy и районным врачом в городе Хаукипудас и в районе Мартинниеми, в 1953—1961 годах — в Паавола и в Ревонлахти. Начиная с 1961 года работал врачом в городе Оулу.

## Награждение Железным крестом
Будучи призванным в армию, служил военным медиком во время Советско-финской войны (1939—1940) и во время Советско-финской войны (1941—1944). Скурник служил в Кестеньге в 53-м полку. Рядом располагалась эсэсовская часть. В августе-сентябре 1941 года финский и немецкий полки попали в окружение, Скурник организовал вывоз раненых до реки Капустная по болоту на расстояние в 9 километров. Он также выносил раненых эсэсовцев с нейтральной полосы. Всего таким образом было спасено 600 человек. В конце войны, находясь в должности начальника медицинской службы 53-го полка, он произвел успешную эвакуацию немецкого госпиталя.
За военные заслуги немцы наградили Скурника Железным крестом 2-й степени. Скурник отказался от награды. Сделал он это через генерала Ялмара Сииласвуо, с которым находился в хороших отношениях. Когда возмущенные немцы потребовали выдачи Скурника, генерал им отказал: «Что, я должен отдать вам моего лучшего врача?»
Помимо Скурника, к Железному кресту также представлялись два других еврея, служивших в финской армии: капитан Саломон Класс и медсестра Дина Полякофф; оба также отказались от награды.

## Дальнейшая жизнь
После войны Скурник продолжал работать врачом в Ии до 1947 года. В 1949 году он развелся и женился на другой женщине, Хельми Анникки Кайсто. После этого он работал заводским врачом в Rauma-Raahe Oy, муниципальным врачом в Paavola и Revonlahti с 1953 по 1961 год и врачом в городе Оулу с 1961 года до выхода на пенсию.  Он умер в Оулу в 1976 году и был похоронен рядом с водоемами, в которых рыбачил, на острове Кирккосаари. 